# Jednorożec (heraldyka)

Jednorożec w skoku

Jednorożec wspięty

Jednorożec – baśniowe stworzenie, przedstawiane przede wszystkim jako koń z pojedynczym rogiem na czole. W innej wersji przypisywano mu brodaty łeb kozła, nogi i ogon byka i grzywę konia.

## Przedstawienia
Najczęściej wyobrażony w skoku lub wspiętym, trzyma wtedy swój róg poziomo w pozycji bojowej.

## Symbolika
Starożytni autorzy przypisywali mu dobroć, odwagę, moc i cnotę. Późniejsze wersje mówiły o nim jako o zwierzęciu groźnym i dzikim, symbolizującym siłę rycerską. Według legendy może być schwytany i oswojony tylko przez dziewicę. Z tej racji symbolizuje także czystość i dziewictwo. Uważano, że proszek z jego rogu leczy rany, zaś serce ma właściwości lecznicze, dlatego spotyka się go w godłach aptek. W Chinach, jednorożca nazywano qilin. Stanowił tam godło monarchy, symbolizując przede wszystkim sprawiedliwość. Legenda mówi, że miał ukazywać się na rozprawach sądowych, by zabić winnych i uwolnić niewinnych. 

## Występowanie
Jednorożec pojawia się jako trzymacz w herbie Szkocji. Król Jakub VI dodał szkockiego jednorożca do herbu Wielkiej Brytanii jako trzymacz w miejsce walijskiego smoka. Legendarna nieprzyjaźń jednorożca i lwa długo symbolizowała napięte stosunki anglo-szkockie. 

### Polska heraldyka szlachecka
Występuje w polskim herbie szlacheckim Bończa i jego odmianach, Ankwicz (z nobilitacji galicyjskiej), klejnocie herbu Albiński.

### Polska heraldyka terytorialna
Jednorożec jest jednym z elementów herbu gminy Jednorożec jako godło mówiące. Głowa jednorożca widnieje w herbie Lidzbarka i powiatu Działdowskiego, pół jednorożca to jeden z elementów herbu gminy Orońsko i gminy Zgierz.

## Bibliografia

Herb miasta Saint-Lô, Francja
Herb miasta Lišnice, Czechy
Herb miasta Ramosch, Szwajcaria
Dwa jednorożce w herbie Królestwa Szkocji
Herb miasta Schwäbisch Gmünd, Niemcy
Herb miasta Giengen, Niemcy